# Calma apparente
 (juin 2017).
Si vous disposez d'ouvrages ou d'articles de référence ou si vous connaissez des sites web de qualité traitant du thème abordé ici, merci de compléter l'article en donnant les références utiles à sa vérifiabilité et en les liant à la section « Notes et références ».
Albums de Eros Ramazzotti
9
(2003) E²
(2007)
Singles
1. La nostra vita
Sortie : 16 septembre 2005
2. I Belong to You (Il ritmo della passione)
Sortie : 9 décembre 2005
3. Bambino nel tempo
Sortie : 12 mai 2006
4. Sta passando novembre
Sortie : 6 octobre 2006

Calma apparente (aussi connu dans sa version espagnole sous le nom Calma aparente) est le dixième album studio du chanteur et musicien italien Eros Ramazzotti, sorti en 2005.

## Présentation
L'album, précédé par le premier single La nostra vita, paraît, en Italie, le 28 octobre 2005, pour le quarante-deuxième anniversaire du chanteur et un peu plus de deux ans après 9, son précédent album. La publication dans le reste du monde a lieu le 31 octobre 2005.
Il contient un duo, également édité en single, I Belong to You, avec la chanteuse américaine Anastacia, classé no 1 dans plusieurs pays, dont l'Italie, l'Allemagne et la Suisse.
L'album est certifié disque de platine un mois à peine après sa sortie (pour la vente de plus d'un million d'exemplaires) en Europe.
Pour la version espagnole de l'album, sous le titre Calma aparente, les textes sont adaptés par Mila Ortíz Martín.

## Liste des titres
| Calma apparente - Édition en langue italienne | Calma apparente - Édition en langue italienne                     | Calma apparente - Édition en langue italienne           | Calma apparente - Édition en langue italienne | Calma apparente - Édition en langue italienne | Calma apparente - Édition en langue italienne | Calma apparente - Édition en langue italienne | Calma apparente - Édition en langue italienne | Calma apparente - Édition en langue italienne | Calma apparente - Édition en langue italienne |
| No                                            | Titre                                                             | Auteur                                                  | Durée                                         |                                               |                                               |                                               |                                               |                                               |                                               |
| --------------------------------------------- | ----------------------------------------------------------------- | ------------------------------------------------------- | --------------------------------------------- | --------------------------------------------- | --------------------------------------------- | --------------------------------------------- | --------------------------------------------- | --------------------------------------------- | --------------------------------------------- |
| 1.                                            | La nostra vita                                                    | Eros Ramazzotti, Claudio Guidetti                       | 4:40                                          |                                               |                                               |                                               |                                               |                                               |                                               |
| 2.                                            | L'equilibrista                                                    | Kaballà, Ramazzotti, Guidetti                           | 3:53                                          |                                               |                                               |                                               |                                               |                                               |                                               |
| 3.                                            | Bambino nel tempo                                                 | Kaballà, Ramazzotti, Guidetti                           | 4:41                                          |                                               |                                               |                                               |                                               |                                               |                                               |
| 4.                                            | Tu sei                                                            | Kaballà, Ramazzotti, Guidetti                           | 4:01                                          |                                               |                                               |                                               |                                               |                                               |                                               |
| 5.                                            | Solarità                                                          | Ramazzotti, Guidetti, Adelio Cogliati                   | 3:54                                          |                                               |                                               |                                               |                                               |                                               |                                               |
| 6.                                            | Sta passando novembre                                             | Maurizio Fabrizio, Guidetti, Ramazzotti, Cogliati       | 4:11                                          |                                               |                                               |                                               |                                               |                                               |                                               |
| 7.                                            | Una nuova età                                                     | Ramazzotti, Guidetti, Cogliati                          | 3:48                                          |                                               |                                               |                                               |                                               |                                               |                                               |
| 8.                                            | Nomadi d'amore                                                    | Ramazzotti, Guidetti, Cogliati                          | 4:02                                          |                                               |                                               |                                               |                                               |                                               |                                               |
| 9.                                            | Non è amore                                                       | Ramazzotti, Guidetti, Kaballà                           | 4:02                                          |                                               |                                               |                                               |                                               |                                               |                                               |
| 10.                                           | L'ultimo metrò                                                    | Ramazzotti, Guidetti, Kaballà                           | 4:33                                          |                                               |                                               |                                               |                                               |                                               |                                               |
| 11.                                           | I Belong to You (Il ritmo della passione) (en duo avec Anastacia) | Anastacia, Kara DioGuardi, Giuseppe Rinaldi, Ramazzotti | 4:26                                          |                                               |                                               |                                               |                                               |                                               |                                               |
| 12.                                           | Beata solitudine                                                  | Ramazzotti, Guidetti, Cogliati                          | 4:09                                          |                                               |                                               |                                               |                                               |                                               |                                               |
| 13.                                           | Calma apparente                                                   | Ramazzotti, Guidetti, Kaballà                           | 4:39                                          |                                               |                                               |                                               |                                               |                                               |                                               |
| 54:59                                         |                                                                   |                                                         |                                               |                                               |                                               |                                               |                                               |                                               |                                               |

| Vidéos live bonus inclus dans le Tour Edition, enregistrées durant le Eros Tour 2006 | Vidéos live bonus inclus dans le Tour Edition, enregistrées durant le Eros Tour 2006 | Vidéos live bonus inclus dans le Tour Edition, enregistrées durant le Eros Tour 2006 | Vidéos live bonus inclus dans le Tour Edition, enregistrées durant le Eros Tour 2006 | Vidéos live bonus inclus dans le Tour Edition, enregistrées durant le Eros Tour 2006 | Vidéos live bonus inclus dans le Tour Edition, enregistrées durant le Eros Tour 2006 | Vidéos live bonus inclus dans le Tour Edition, enregistrées durant le Eros Tour 2006 | Vidéos live bonus inclus dans le Tour Edition, enregistrées durant le Eros Tour 2006 | Vidéos live bonus inclus dans le Tour Edition, enregistrées durant le Eros Tour 2006 | Vidéos live bonus inclus dans le Tour Edition, enregistrées durant le Eros Tour 2006 |
| No                                                                                   | Titre                                                                                | Durée                                                                                |                                                                                      |                                                                                      |                                                                                      |                                                                                      |                                                                                      |                                                                                      |                                                                                      |
| ------------------------------------------------------------------------------------ | ------------------------------------------------------------------------------------ | ------------------------------------------------------------------------------------ | ------------------------------------------------------------------------------------ | ------------------------------------------------------------------------------------ | ------------------------------------------------------------------------------------ | ------------------------------------------------------------------------------------ | ------------------------------------------------------------------------------------ | ------------------------------------------------------------------------------------ | ------------------------------------------------------------------------------------ |
| 1.                                                                                   | L'ombra del gigante (Live)                                                           | 6:15                                                                                 |                                                                                      |                                                                                      |                                                                                      |                                                                                      |                                                                                      |                                                                                      |                                                                                      |
| 2.                                                                                   | Medley: Terra promessa, Una storia importante, Adesso tu (Live)                      | 7:25                                                                                 |                                                                                      |                                                                                      |                                                                                      |                                                                                      |                                                                                      |                                                                                      |                                                                                      |
| 68:39                                                                                |                                                                                      |                                                                                      |                                                                                      |                                                                                      |                                                                                      |                                                                                      |                                                                                      |                                                                                      |                                                                                      |

| Calma aparente - Édition en langue espagnole | Calma aparente - Édition en langue espagnole                    | Calma aparente - Édition en langue espagnole | Calma aparente - Édition en langue espagnole | Calma aparente - Édition en langue espagnole | Calma aparente - Édition en langue espagnole | Calma aparente - Édition en langue espagnole | Calma aparente - Édition en langue espagnole | Calma aparente - Édition en langue espagnole | Calma aparente - Édition en langue espagnole |
| No                                           | Titre                                                           | Auteur                                       | Durée                                        |                                              |                                              |                                              |                                              |                                              |                                              |
| -------------------------------------------- | --------------------------------------------------------------- | -------------------------------------------- | -------------------------------------------- | -------------------------------------------- | -------------------------------------------- | -------------------------------------------- | -------------------------------------------- | -------------------------------------------- | -------------------------------------------- |
| 1.                                           | Nuestra vida                                                    | Guidetti, Ramazzotti, Ortíz                  | 4:40                                         |                                              |                                              |                                              |                                              |                                              |                                              |
| 2.                                           | El equilibrista                                                 | Kaballà, Ramazzotti, Guidetti, Ortíz         | 3:53                                         |                                              |                                              |                                              |                                              |                                              |                                              |
| 3.                                           | Como un niño                                                    | Kaballà, Ramazzotti, Guidetti, Ortíz         | 4:41                                         |                                              |                                              |                                              |                                              |                                              |                                              |
| 4.                                           | Tú eres                                                         | Kaballà, Ramazzotti, Guidetti, Ortíz         | 4:01                                         |                                              |                                              |                                              |                                              |                                              |                                              |
| 5.                                           | Solaridad                                                       | Ramazzotti, Guidetti, Cogliati, Ortíz        | 3:54                                         |                                              |                                              |                                              |                                              |                                              |                                              |
| 6.                                           | Está pasando noviembre                                          | Ramazzotti, Guidetti, Cogliati, Ortíz        | 4:11                                         |                                              |                                              |                                              |                                              |                                              |                                              |
| 7.                                           | Una nueva edad                                                  | Ramazzotti, Guidetti, Cogliati, Ortíz        | 3:48                                         |                                              |                                              |                                              |                                              |                                              |                                              |
| 8.                                           | Nómadas de amor                                                 | Ramazzotti, Guidetti, Cogliati, Ortíz        | 4:02                                         |                                              |                                              |                                              |                                              |                                              |                                              |
| 9.                                           | No es amor                                                      | Ramazzotti, Guidetti, Kaballà, Ortíz         | 4:02                                         |                                              |                                              |                                              |                                              |                                              |                                              |
| 10.                                          | El último metro                                                 | Ramazzotti, Guidetti, Kaballà, Ortíz         | 4:33                                         |                                              |                                              |                                              |                                              |                                              |                                              |
| 11.                                          | I Belong to You (El ritmo de la pasión) (en duo avec Anastacia) | Anastacia, DioGuardi, Ramazzotti, Rinaldi    | 4:26                                         |                                              |                                              |                                              |                                              |                                              |                                              |
| 12.                                          | Vivo sin ti                                                     | Ramazzotti, Guidetti, Cogliati, Ortíz        | 4:09                                         |                                              |                                              |                                              |                                              |                                              |                                              |
| 13.                                          | Calma aparente                                                  | Ramazzotti, Guidetti, Kaballà, Ortíz         | 4:39                                         |                                              |                                              |                                              |                                              |                                              |                                              |
| 54:59                                        |                                                                 |                                              |                                              |                                              |                                              |                                              |                                              |                                              |                                              |

| 1. | Desert Photo Shoot                            |  |
| 2. | Recording in Los Angeles                      |  |
| 3. | Eros and Anastacia Recording Session in Milan |  |
| 4. | Making of the Video "La nostra vita"          |  |

## Crédits
| - Eros Ramazzotti : chant, guitare électrique et acoustique, guitare classique, chœurs - Claudio Guidetti : guitare électrique et acoustique, guitare à douze cordes, lap steel guitar, claviers, orgue Hammond, piano, Fender Rhodes, chœurs - Michael Landau : guitare électrique et acoustique - Tony Franklin : basse - Vinnie Colaiuta : batterie - Rusty Anderson : guitare électrique - Leland Sklar : basse - Matt Laug : batterie - Michele Canova Iorfida : claviers, synthétiseur, programmation - Abe Laboriel jr : batterie - Celso Valli : claviers, piano - Gavyn Wright : premier violon - Jimmy Z : harmonica - Alex Brown, Jim Gilstrap, Phillip Ingram, Beverly Statuon - chœurs | - Production : Claudio Guidetti, Eros Ramazzotti - Producteur délégué : Radiorama Srl - Production et direction artistique : Bruno Bugiani - Orchestration, direction musicale : Celso Valli - Arrangements : Celso Valli, Claudio Guidetti, Eros Ramazzotti, Michele Canova - Mastering : Antonio Baglio - Mixage : Claudio Guidetti, Luca Bignardi, Pino Pischetola - Mixage (supervision) : Bruno Malasoma - Mixage (assistant) : Raffaele Stefani - Enregistrement : Andrew Dudman, Bruno Malasoma, Luca Bignardi, Marco D'Agostino, Michele Canova, Tony Phillips - Enregistrement (assistants) : Glen Pittman, Kevin Mills, Mark Valentine, Matt Serrecchio, Rob Houston - Enregistrement (voix d'Eros) : Claudio Guidetti - Édition (Pro Tools) : Claudio Guidetti, Luca Bignardi, Marco D'Agostino, Michele Canova - Coordination : Saverio Principini - Artwork : Studio Anastasia, Flora Sala - Photographie : Paolo Zambaldi |